# Amalgaire
Amalgaire d'Arenberg est un noble Franc né vers 590, fils d'Ermeto d'Arenberg (v. 560-636) et petit-fils de Sanson d'Aremberg (v. 525-575), Francs probablement originaires de la région d'Aremberg sur le Rhin inférieur, près de Cologne. 

## Historique
Amalgaire fut installé en Bourgogne par le roi Gontran et la reine Brunehilde. Il portait le titre de duc bénéficiaire de Bourgogne (titre non héréditaire). 
En 631, à la demande du roi Dagobert Ier, demande faite lors du séjour du roi en Bourgogne, plus précisément à Saint-Jean-de-Losne, le duc Amalgaire, aidé du duc Arnebert et du patrice (général en chef) Willebad assassina Brodulf, oncle du demi-frère du roi Caribert. 
En effet, en 629, Brodulf avait contesté le partage du royaume de Clotaire II (père de Dagobert et Caribert), qui ne laissait à Caribert qu'une maigre part limitée à l'Aquitaine. Brodulf avait fini par accepter ce partage, mais le roi Dagobert estimait que sa soumission n'était qu'apparente. En récompense de ce service, Dagobert donna au duc Amalgaire d'importantes terres en Bourgogne, dont le comté d'Attuyer ou (Atuyer), (comté des Attuariens).
Pour obtenir le pardon divin pour ce crime (et d'autres méfaits), le duc Amalgaire et son épouse Aquiline décidèrent de fonder une abbaye dans leur comté. Ils choisirent le site de Bèze (Fons Besua) à cause de la présence d'une belle fontaine. Le vocable retenu pour cette abbaye fut Saint-Pierre & Saint-Paul. Amalgaire nomma son jeune fils Waldalène premier abbé de Bèze. Il avait été formé par saint Colomban à Luxeuil et l'abbaye fut régie selon la règle de ce saint.
En 631, Amalgaire, à la demande de Dagobert, leva une grande armée en Bourgogne pour aller détrôner le nouveau roi des Goths d'Espagne, Suintila, et y installer un roi plus favorable aux Francs, Sisenand. Ce dernier avait promis comme récompense un missorium en or, pièce la plus sacrée du trésor des Goths, donnée par le patrice Aetius en 451 après la bataille des champs Catalauniques pour les récompenser.
Quand l'opération fut terminée, les Goths refusèrent de se séparer du missorium. Amalgaire fut envoyé en ambassade et les Francs finirent par accepter deux cent mille solidi en compensation. Ces succès permirent à Amalgaire de doter généreusement l'abbaye de Bèze, dont la renommée atteint même les oreilles du roi Dagobert puisqu'il lui donna, en 634, deux fiefs proches de Champlitte. Amalgaire ne voulut pas se montrer moins généreux et la même année, il donna à l'abbaye les terres de Jancigny, Talmay et Heuilley-sur-Saône près du confluent de la Vingeanne et la Saône.
En 642, après la mort de Dagobert, remplacé en 639 par son fils Clovis II (âgé de quatre ans), la reine Nantilde, mère du roi, devint régente. En Bourgogne, elle fit élire par un plaid (assemblée des évêques et des nobles) le franc Flaochat comme maire du palais. Malheureusement celui-ci vouait une haine secrète mais féroce à Willebad, patrice de Bourgogne. Il s'ensuivit une véritable guerre civile, les ducs, les comtes et nobles de Bourgogne soutenant l'un ou l'autre des deux hommes. 
Amalgaire était un farouche partisan de Flaochat et proposait de tuer Willebad, qui était pourtant son complice dans l'assassinat de Brodulf. Finalement, lors d'une rencontre des camps adverses, qui se transforma en mêlée sanglante, Willebal fut tué, mort suivie quelques jours plus tard de celle (naturelle) de Flaochat, ce qui fut interprété comme un jugement divin.
De 642 jusqu'aux années 650, Amalgaire contribua avec Erchinoald, nouveau maire du palais, homme sage et pondéré, à la paix et prospérité de la Bourgogne. Mais la mort de ces deux hommes, vers 655, déclencha des luttes furieuses parmi les nobles Francs et il faudra attendre le nouveau roi de Bourgogne, Clotaire III, pour rétablir calme et paix en Bourgogne.